# マハリシ・マヘーシュ・ヨーギー

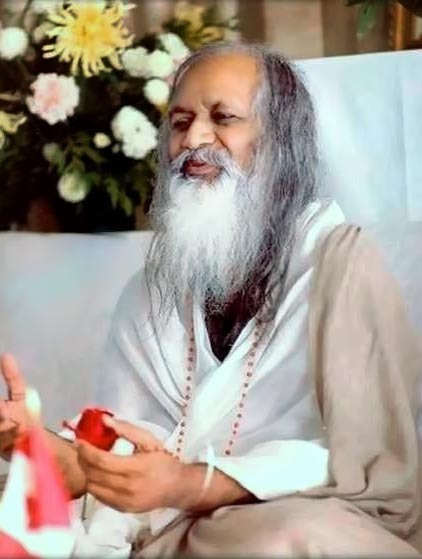
マハリシ・マヘーシュ・ヨーギー（1978年）

マハリシ・マヘーシュ・ヨーギー（महर्षि महेश योगी, Maharishi Mahesh Yogi)　、本名マヘーシュ・プラサード・ヴァルマー（महेश प्रसाद वर्मा, Mahesh Prasad Varma ,1918年1月12日?　 - 2008年2月5日）は、ヴェーダに由来する超越瞑想（トランセンデンタル・メディテーション、TM）とその普及を行う諸団体の創立者で、ニューエイジ・ムーブメントの一翼をになった。超越瞑想は、シャンカラ・アーチャーリヤ（ヒンドゥー教シャンカラ派の僧院の法主）であったスワミ・ブラフマナンダ・サラスワティの教えを受けつぐ、マントラ瞑想法（マントラ・ヨーガ）の一種である。所定のマントラ（静かに復唱する単語、音、または語句）を目を閉じて心の中で唱えることで、徐々に神経活動を抑え、意識を深みに導くことで、最高の境地に達するという瞑想法である。
世界を股にかけ、ダイヤモンド取引からホリスティック健康療法まで、幅広い領域で数百万ドルもの事業を率いた。

## 思想
マヘーシュは、インド哲学の古典の1つ『パタンジャリのヨーガ・スートラ』（紀元前2世紀）の系統に立つ、失われた瞑想の様式を再発見したと主張した。しかし超越瞑想は、クリシュナやブッダ、ヒンドゥー教改革者・神学者であるシャンカラ（8世紀）の教えも取り入れている。マヘーシュは独創によって超越瞑想を案出したわけではなく、師であるヒンドゥー教シャンカラ派の僧院の法主シャンカラ・アーチャーリヤで、グル・デヴの尊称で呼ばれたでスワミ・ブラフマナンダ・サラスワティに連なる。マヘーシュは1941年から師が死去する1953年まで、弟子としてインドの聖典「ヴェーダ」や祈り、瞑想について学んだ。インド学者の阿部慈園が指摘しているように、マヘーシュの思想はシャンカラのヴェーダーンタ哲学（不二一元論）の伝統を継承し、バクティではなく、主知主義で、ヨーガ（瞑想）の重要性を前面に押し出したものである。また、自ら編み出した「総合ヨーガ」で人類を超人に進化させる方法論を示したオーロビンド・ゴーシュ（1872年 - 1950年）などの先行するインドの哲人たちの影響を受けている。マヘーシュは、自らをヴェーダの聖人の系譜に立つものと自認しており、超越瞑想の入門儀礼や日ごとの瞑想セッションには、ヒンドゥー教の伝統的な信仰実践の諸要素が見られる。ほとんどの学問的領域では、治療と宗教が織り交ぜられているものの疑いなく新宗教運動のひとつであると理解されており、宗教社会学者のW・S・バインブリッジは、ヒンドゥー教の文化的背景を持たない西洋人に合わせて調整された、高度に単純化されたヒンドゥー教の一形態であると述べている。
マヘーシュは、「人は悟りを達成するために聖人になる必要はない。」「人類が背負っている苦悩や悲惨は不要なものである。生命はその本質において至福であり、すべての人間は何物にも縛られない至福の意識を経験することができる。」「生きることは神意識と一体になることである。」とし、超越瞑想によって自己の本性が至福に他ならないことを経験し、神意識に到達し、それを日常生活にまで貫徹することができる、と説いた。欧米では、超越瞑想は日常において幸福をもたらすだけでなく、癒し（ヒーリング）の力を持っており、個人の意識を悦ばしいものにすると力説し、一躍精神界の寵児となった。ヒンドゥー教の瞑想者たちのような厳格な訓練、財産の放棄によって、あらゆる存在（ないしブラフマン）における普遍の根源と実践者の自己との合一を内容とする「自己実現」を達成するような回りくどい道のりではなく、1日2回だけの短い瞑想の実践の有効性を示し、物質的世界や自分が属している宗教を捨てるべきとも言わなかった。この2点により、マヘーシュの超越瞑想は欧米の実践者を惹きつけた。マヘーシュは、創造的思考は心の深層で起こるが、意識的な精神活動は心の表面で起こり、そこで乱され、散漫な状態になると考えた。しかし超越瞑想を実践することで、表面活動の乱れが整えられ、心の深層の創造的営みに集中できるようになるとした。この技術は、入門時に与えられる「マントラ」という一つの考えに集中することであり、「複雑系はその内における活動が減少すれば、より秩序あるものになる」という熱力学の法則に沿うものであるとしている。
また、「肉体の病気の8割は筋肉と精神の緊張によるもので、それは心の緊張に根ざしている」という医学的見解を支持し、超越瞑想は心の緊張をダイレクトにゆるめるもので、瞑想で呼吸が安定し心肺機能が安定すれば全身状態がよくなるとして、その医学的価値を強調した。第二次世界大戦後のアメリカでは、戦時中の神経症の研究から「精神身体医学」がうまれ、医療において身体面と共に精神面を重視するという提唱が内科学の雑誌などでしばしば見られており、マヘーシュの教えはこの思潮と合っていたため、普及当初は好意的に受け入れられた。第二次世界大戦後のキリスト教の影響力の失墜した時代に、個人レベルで行われる瞑想が、個人の救済の手段、個人の心身を制御する技術への人々の期待に合致していたとも指摘されている。
マヘーシュは、現代文明は物質面と精神面が不調和であり、超越瞑想を行うことで、それが完全に調和されて物心両面の幸福が得られるとした。「自己実現」を達成したものは、現実をより鮮明に体験し、自己のアイデンティティを的確に発揮し、開放的で中身のある他者との平和の関係を築けるようになるとしている。マヘーシュは蓄財を禁止しておらず、超越瞑想を始めて商売や会社経営がうまくいったという話も無数に語られている。ビジネスマンや学生が、超越瞑想を自己開発の手段として行う例も多い。超越瞑想は初級から中級までいくつか段階があり、上級では坐ったまま跳ねる空中浮揚の技術なども伝授される。
超越瞑想運動は、社会の根源的変革を約束する「千年王国運動」の性格を帯びており、超越瞑想を行うことで、地上のあらゆる問題が解決され、超越瞑想の会員が増えれば地上が楽園化する「社会変革」の一助になると考えた。マヘーシュは、『原子核生命エネルギーの発見‐マハリシの絶対理論：アインシュタイン博士の相対性理論の達成』（1962年）で、アインシュタインの相対性理論が核時代に貢献したように、自分の「絶対理論」は「原子核生命エネルギーを解き放ち、人間の生が再生し、活気づく方法を提供しているのだ」と主張している。星川啓慈・越智秀一は、マヘーシュがどの程度アインシュタインの理論を理解しているかは疑問だが、こうした科学的な成果を自分の思想に取り込むのも、彼の特徴の一つであり、超越瞑想運動自体にその傾向が顕著にあると指摘している。このため、G・E・ラモアという学者は（当否はどうあれ）、超越瞑想を「科学の仮面で変装した宗教的カルト」だと批判している。宗教＝科学複合運動の性格が濃く、その後継者トニー・ネイダーは、「人間の生理を構築している構造・機能がヴェーダの構造と1対1で対応していることを発見した」と主張しており、これは、古代から言われてきた大宇宙と小宇宙（ミクロコスモス、人間）の照応という概念の物理的解釈となっている。
マヘーシュは、インドの聖典ヴェーダに最新の科学の知見を独自の形で取り入れ、TM運動の土台とマヘーシュが位置付ける「ヴェーダ科学」を体系化した。超越瞑想を機軸に、ヴェーダ科学を土台とし、医術（アーユルヴェーダ）や食事療法、音楽、インド占星術を解釈し、世界に普及した。日本にも超越瞑想と共にマハリシ・アーユルヴェーダが伝えられている。

## 生涯
前半生は無名であり、生年も確かなものではない。以下推測を含むが、前半生はポール・マンソンの「マハリシ伝」による。インドのマディヤ・プラデーシュ州ジャバルプル、ガダーワーラーの近くにあるチチリーという村で生まれたとされる。父はクシャトリアに属する公務員だった。クリシュナやラーマの伝統を学び、そこから「敬虔な服従」の教えを学んだ。これを生涯大切にし、また自分の教えを通して人に伝えた。イラーハーバード大学に進学し、彼自身は不満であったが、そこで物理と数学を学んだとされている。1940年にスワミ・ブラフマナンダ・サラスワティに出会い、弟子となることを望んだ。サラスワティは、ヒンドゥー教シャンカラ派のグルで、インドの元大統領で偉大な哲学者サルヴパッリー・ラーダークリシュナンが「ヴェーダーンタの化身」と称した北のシャンカラ・アーチャーリヤ（シャンカラ派の僧院の長）である。「グル・デヴ」の尊称で呼ばれた。サラスワティは、弟子になる前に大学の教育課程を終えること、両親の了承を得ることを求めた。マヘーシュは物理学の学位を取って卒業し、1941年に正式に弟子となり、バル・ブラーマチャリ・マヘーシュと名乗るようになった。2年におよぶ修行、その後のサドナハ（隠遁修行）の後、サラスワティのアシュラムで過ごすようになり、サラスワティが1953年に亡くなるまで秘書を務め、ヴェーダや祈り、瞑想を学んだ。マヘーシュは師の元で、自分が何をしたくてそれを行っているかは考えず、その行いに師がどのような期待を寄せているかを悟ることを心がけ、自分の言動がひたすら師の意にかなうようにした。ひたすら師との同一化を目指し、そのこと自体に「普遍的な価値」があると信じた。マヘーシュのおじによると、サラスワティは死の際にマヘーシュに、教えたことには家庭人のための技術が含まれており、それを出家者以外の人々にも広めるよう最後の指示を与えたという。サラスワティはマヘーシュより年若い他の弟子をアシュラムの後継者に指名し、亡くなった。
師の死後、マヘーシュはアシュラムを離れた。バラモンのカーストではなかったため、自分の村では主導権をとることはできず、1955年までヒマラヤ山脈のウッタルカーシーの洞くつで隠遁生活を行った。ここで、「人間は苦しむ必要はない」「すべては至福であり、私は至福であり、無限に何物にも縛られることはなく、永遠に変わらないものなのだ」という思いを抱き、以後彼の思想を貫く基本的な見解となった。1955年に、世界の人々をすべて精神的に復活させるという待望を抱き、北部から南部に巡礼に出て法話を行い、「人生は至福である」「人は悟りを達成するために聖人になる必要はない」という、超越瞑想の根幹をなす思想を明らかにし、超越瞑想を指導して人々に超越意識を体験させたといわれる。彼の話は話題となり、「マハリシ」と呼ばれるようになった。マヘーシュは最初人々に超越瞑想の手法を教えて覚醒と至福をもたらすことに興味を持っていたが、当初は組織を作ろうとは思っていなかったという。人々の要請に同意し「精神復活運動」（Spiritual Regeneration Movement:SRM）を起こし、2年かけてインドを巡り、指導を行った。1957年に南インドのチェンナイで、亡きサラスワティの誕生日を祝して「霊的指導者のセミナー」を開催して成功をおさめ、3日で1万人を超える人々を集めたという。マヘーシュ自身はこのセミナーを運動の始まりと捉えており、現在超越瞑想の普及を行うマハリシ・グループでは、この年を「長い無知の暗黒」から「覚醒した全き生」への移り変わりの節目であると位置づけている。この成功をもとに、1958年にマドラスで精神復活運動本部を設立した。この時点ではほとんど無名であった。数カ月の間にインド各地にセンターが作られ、その反響に手ごたえを感じたマヘーシュは、世界への普及を考えるようになり、彼が「当時最も進歩した国」と考えたアメリカと西ドイツを対象に考えた。

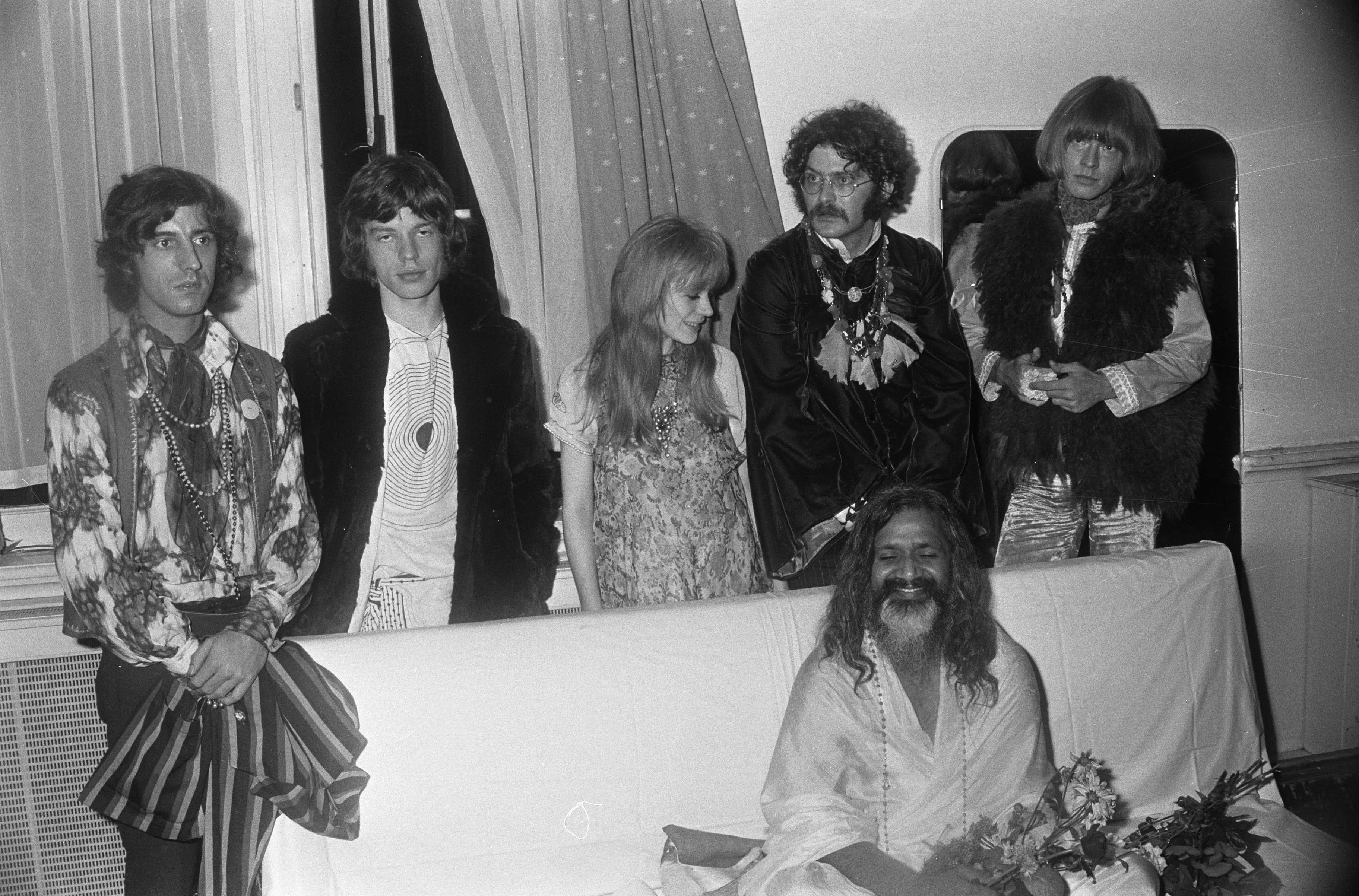
マハリシ・マヘーシュ・ヨーギーとミック・ジャガー他、1967年

アメリカ合衆国に進出し、1957年に精神復活運動の最初の国際会議をカリフォルニア州で開いた。ここで、サラスワティの深遠な叡智を広め、超越瞑想の指導者を多数育成するための「3年計画」を立てた。世界人口の十分の一が実践者になれば、世界各地に平和と調和を生み出せると考えたのである。1959年に、カルフォルニアに精神復活運動の法人を宗教的な団体として設立した。1960年代にはヨーロッパ諸国を歴訪し講演を行い、1961年3月に精神復活運動の第1回世界大会がロンドンで開かれ、4月には最初の瞑想学会が開催された。アメリカを中心として活動し、超越瞑想は容易に覚醒（悟り）に至る方法として瞬く間に広まり、ヒッピーたちの3大グル（その他J・クリシュナムルティ、グルジェフ）の1人とされた。1968年にジョージ・ハリスンの要望でビートルズがインドを訪問し、ヒマラヤ山麓のリシケーシュにあるマハリシ・アシュラム（ビートルズ・アシュラム）に滞在した。この訪問を契機にマヘーシュは広く知られるようになったといわれている。ザ・ビーチ・ボーイズのマイク・ラヴ、ドノヴァンも彼の生徒であった。ビートルズはジョージ・ハリスンを除き、最終的にマヘーシュに幻滅することになった（ビートルズとその取り巻きが彼のアシュラムを訪れたとき、アメリカ人女優のミア・ファローに言い寄ったか、レイプしようとしたと言われているが、その内容は諸説ある。ファローはこの事件を誤解によるものとしている。参考：セクシー・セディー。後に別のイギリス人の弟子リンダ・ピアースは、マハリシが60代のときに誘惑され、定期的に愛し合っていたと主張している。またマヘーシュは、取り巻きの少年たちと何度も性的関係を持ったと報告されている。）
1971年にマヘーシュは、アイオワ州の旧パーソンズ大学跡地を購入してマハリシ国際大学を設立し、ここを教育拠点とした。普及活動が始まった当初から、教師の育成と超越瞑想の技術の普及のために多様な団体のネットワークを築こうと試みた。多様な人々にそれぞれ訴えるために、多数の団体を設立する手法になどにより、彼の活動は「商業化された社会運動」とも形容された。1960年代の布教活動の初期から政治への強い関心を示し、超越瞑想の思想に基づいた政党「自然法党」により、全宇宙を支配する完全な秩序ある自然法に基づく政治を目指した政治活動を行った。

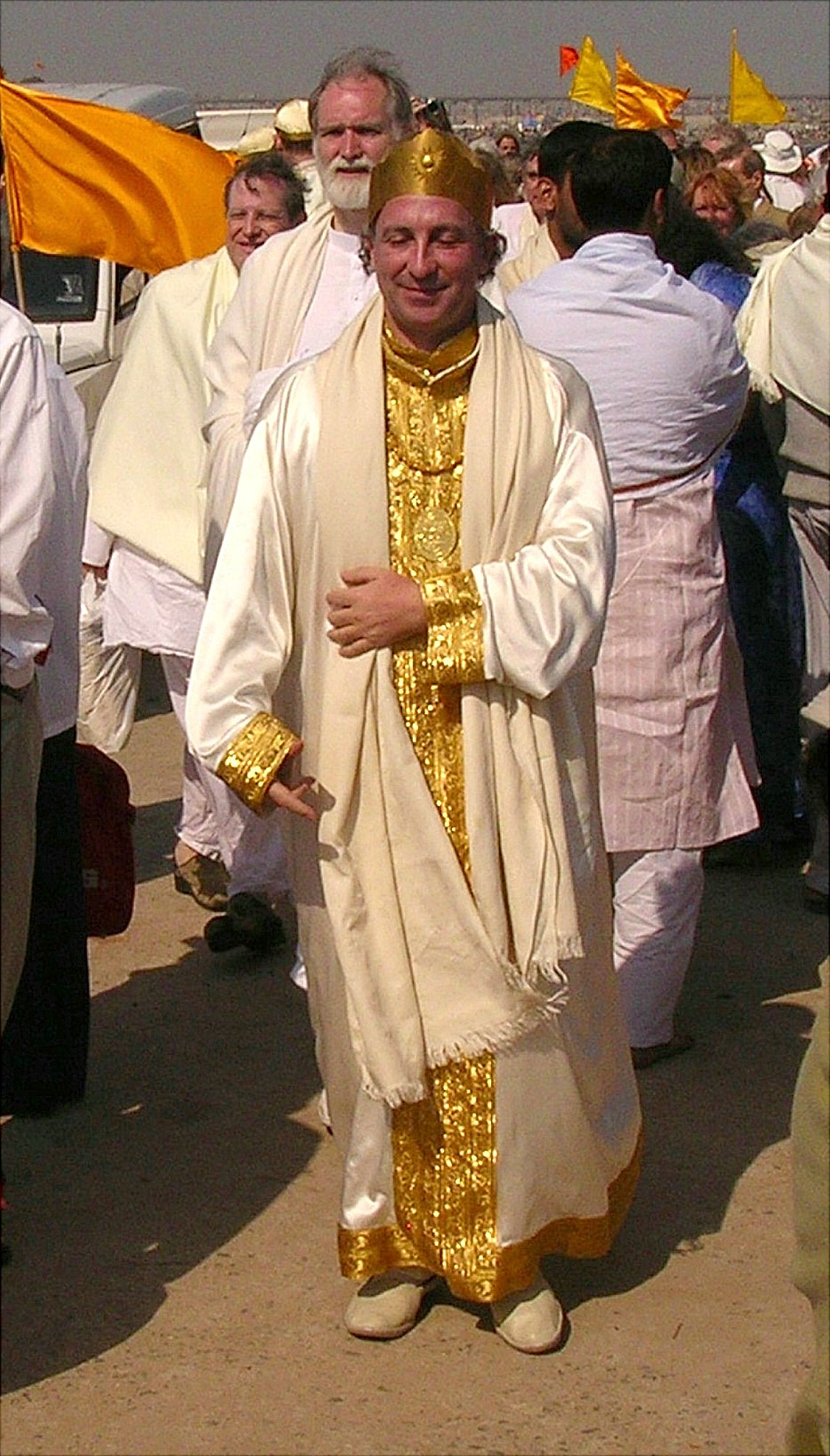
後継者として知られるトニー・ネイダー（マハリシ・ヴェーディック・シティ初代国王）

マヘーシュは「宗教が優勢なところでは、TMを宗教的な言葉で教えなければならないし、政治が優勢な場所では政治的な言葉で、経済が優勢なところでは経済的な言葉で教えなければならない。」と語っていたが、超越瞑想に惹きつけられる西洋人の圧倒的多数が、その精神的次元と宗教的系譜についての知識も関心もほとんどなく、ただストレスの軽減、生活の質の向上のために瞑想していることに気がつき、1970年頃、宗教的実践から非宗教的治療行為への移行を始め、法人設立の条項から「宗教」という語を消した。1970年代前半には、アメリカの公務員を中心に超越瞑想の効果が支持されたことにより、超越瞑想支持の学者たちが「サイエンス」（1970年）、「サイエンティフィック・アメリカ」（1972年）といった権威ある雑誌にその効果の論文を寄稿し、一般人に良い印象を与えた。超越瞑想は多数の研究が行われ、現在に至る瞑想や呼吸法の科学的研究の草分けとなったが、多くの研究者により、超越瞑想の研究の多くは実践者やその支持者によるもので、調査結果並び研究方法の妥当性に疑問が投げかけられている。（とはいえ、瞑想実践の基本的意義に反対しているわけではない。）
1972年に、7つの目標からなる「世界計画」と呼ぶ運動を始めた。（①個人の可能性を十分に開発すること。②行政の成果を高めること。③思考の教育理念を実現すること。④人類を不幸にしているあらゆる行動や犯罪の問題を解決すること。⑤知性ある環境の用い方を最大限に行うこと。⑥個人と家族と社会に充実感をもたらすこと。⑦人類のあらゆる精神的目標を現在の世代において達成すること。）世界計画実行協議会（本部・スイス）が世界中の関連団体の活動をコーディネートし、地球上に3600のTMセンターを建設し、各センターに約100万人と計算し、1000人の教師を置き、一人当たり1000人を担当するように考えた。
1975年に、マヘーシュは、純粋な創造的知性のエネルギーを下層に持つエネルギー波によって宇宙が構築されているという信念に基づいて「マハリシ効果」の発見を発表し、「悟りの時代の夜明け」を宣言した。マハリシ効果とは、人口の1％の平方根に当たる人数が同時に超越瞑想を実践するだけで、社会の秩序と調和が激的に増進する「相転移」という現象が起こり、気候、作物の収穫、人間の寿命、世界平和が著しく向上し、犯罪、事故、疾病、ストレスが明らかに減少し、その地域に平和をもたらすことができるというものである。マハリシ効果の有効性を現実にするために「悟りの時代の世界政府」を設立した。
マヘーシュは教育への超越瞑想の普及を試みたが、1976年に、公教育で超越瞑想が行われたことに対して、多くの組織が訴訟を起こした。以降も公教育への導入を試み続けた。
同年、上級プログラム「TMシディ」（完全性）を導入した。これにより霊的覚醒の状態を達成すると、飢え渇きを制御する能力、前世の知識、尋常でない身体能力、肉体を離脱して純粋意識の状態で移動する能力などの超常的な能力を取得できるとした。
1990年に、スイスのゼーリスベルクからオランダのヴロドロップに拠点を移した。

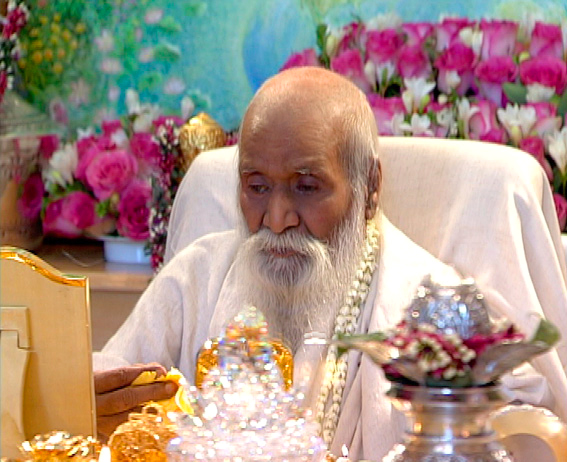
マハリシ・マヘーシュ・ヨーギー（2007年）

2001年には、アイオワ州フェアフィールドに、マヘーシュのヴェーダ科学によって組織された地上楽園都市「マハリシ・ヴェーディック・シティ」を設立した。これは信奉者にとっては、ヴェーダの原理に基づいて行政が行われ、自然法によって統治される完全な共同体である。独自の通貨ラームがあり、市議会もある。建物は、世界中に建設された超越瞑想の施設・平和宮（ピース・パレス）のようにヴェーダ建築（インド風水）に基づいている。ヴェーダに基づく農法で有機穀物が生産され、ヴェーダに基づく健康管理が行われている。またTMシディ瞑想者の一団が地域の防衛のために常駐し、「自然安全保障局」と呼ばれている。
2005年にイギリスのトニー・ブレア首相がイラク戦争を支持したことを受け、超越瞑想は世界に平和と調和をもたらす人への贈り物であり、イギリスのように世界に破壊をもたらす「サソリの国」に超越瞑想の「素晴らしい蜜」が無駄に浪費されるべきではないとして、イギリスでの超越瞑想の研修を禁止した。ブレア首相退任後にすぐに解除した。
2008年1月11日、90歳の誕生日に引退を発表。「グル・デヴ（スワミ・ブラフマナンダ・サラスワティ）に仕え、その光を私の世界にもたらすことに喜びを感じてきた。今日この時、私はグル・デヴのための義務を終わりにする。そしてただ伝える。平和に長く生き、幸福に、豊かに、苦しみから解き放たれてあれ」と宣言した。2月5日午後7時にオランダの自宅で91歳で死去した。
日本では、超越瞑想は自己啓発のはしりのような意味を持ち、1980年代中頃にはサラリーマンを中心としたストレス解消法として広められ、企業の福利厚生としても取り上げられた。労働省産業医学総合研究所の研究（衛生学学会1987原谷隆史／古川千勝）などがきっかけになり、ソニー、京セラなどが企業導入したが、その背景には、井深大、稲盛和夫などの影響があった。日本の企業による瞑想研修は海外にも影響し、IBMやゼネラルモーターズなどの大企業も研修として採用したが、バブル崩壊や、超越瞑想と同じく瞑想、ヨガ、空中浮揚を行ったオウム真理教による一連の事件の影響で、瞑想研修は下火になっていった。

## 著書
- Beacon Light of the Himalayas, Azad Printers, 1955年
- Meditation : easy system propounded by Maharishi Mahesh Yogi., International Meditation Centre, 1962年
- 小冊子（1962年、邦訳なし）
  - 『祝福があなたを待っている』
  - 『原子核生命エネルギーの発見‐マハリシの絶対理論：アインシュタイン博士の相対性理論の達成』
  - 『個人の心とマハリシ・ヨーギーの深き瞑想』
  - 『教育とマハリシ・ヨーギーの深き瞑想』
  - 『世界平和とマハリシ・ヨーギーの深き瞑想』
  - 『健康とマハリシ・ヨーギーの深き瞑想』
  - 『社会福祉とマハリシ・ヨーギーの深き瞑想』
- Science of Being and Art of Living – Transcendental Meditation, Allied Publishers|Allied Publishers, 1963年
  - 邦訳『超越瞑想　存在の科学と生きる技術』マハリシ出版、2011年
- Love and God, Spiritual Regeneration Movement, 1965年
- Yoga asanas,  Spiritual Regeneration Movement, 1965年
- Maharishi Mahesh Yogi on the Bhagavad-Gita – A New Translation and Commentary, Chapters 1–6, Arkana Publishing 1967年
  - 邦訳『超越瞑想と悟り―永遠の真理の書「バガヴァッド・ギーター」の注釈』 読売新聞社、1994年
- Meditations of Maharishi Mahesh Yogi, Bantam books, 1968年
- Alliance for knowledge, Maharishi International University, 1974年
- Creating an ideal society: a global undertaking, International Association for the Advancement of the Science of Creative Intelligence, 1976年
- Results of scientific research on the Transcendental Meditation program, MERU Press, 1976年
- Enlightenment to every individual, invincibility to every nation, Age of Enlightenment, 1978年
- Freedom behind bars: enlightenment to every individual and invincibility to every nation, International Association for the Advancement of the Science of Creative Intelligence, 1978年
- Dawn of the age of enlightenment, MVU Press, 1986年
- Life supported by natural law : discovery of the Unified Field of all the laws of nature and the Maharishi Technology of the Unified Field,  Age of Enlightenment Press, 1986年
- Thirty years around the world: dawn of the Age of Enlightenment, Maharishi Vedic University, 1986年
- Maharishi's Programme to create world peace: global inauguration, Age of Enlightenment Press, 1987年
- Maharishi's master plan to create heaven on earth, Maharishi Vedic University Press, 1991年
- A Proven program for our criminal justice system: Maharishi's Transcendental Meditation and Corrections, Maharishi International University, 1993年
- Vedic knowledge for everyone: Maharishi Vedic University, an introduction, Maharishi Vedic University Press, 1994年
- Maharishi's Absolute Theory of Government – Automation in Administration, Maharishi Prakshan, 1995年
- Maharishi University of Management – Wholeness on the Move, Age of Enlightenment Publications, 1995年
- Constitution of India Fulfilled through Maharishi's Transcendental Meditation, Age of Enlightenment Publications, 1996年
- Inaugurating Maharishi Vedic University, Maharishi Vedic University Press, 1996年
- Maharishi's Absolute Theory of Defence – Sovereignty in Invincibility, Age of Enlightenment Publications, 1996年
- Celebrating Perfection in Education – Dawn of Total Knowledge, Maharishi Vedic University Press, 1997年
- Maharishi Forum of Natural Law and National Law for Doctors – Perfect Health for Everyone, Age of Enlightenment Publications, 1997年
- Maharishi Speaks to Educators – Mastery Over Natural Law, Age of Enlightenment Publications, 1997年
- Maharishi Speaks to Students – Mastery Over Natural Law, Age of Enlightenment Publications, 1997年
- Celebrating Perfection in Administration, Maharishi Vedic University, 1998年
- Ideal India – The Lighthouse of Peace on Earth, Maharishi University of Management, 2001年
- Maharishi Mahesh Yogi on Bhagavad-Gita – Chapter 7, 2009年, Maharishi Foundation International-Maharishi Vedic University, The Netherlands

ディスコグラフィー
- The master speaks, World Pacific Records, 1967年

日本独自版・関連文献
- マハリシ総合研究所 編・訳 『マハリシ・マヘーシュ・ヨーギーが語る 聖なる意識の目覚め 超越瞑想と人間生命完成の道』 青村出版社、1996年
- マハリシ総合研究所 『マハリシ・ジョーティシュ―未来を知り、運命を開く科学の業 古代叡智ヴェーダの占星術』〈ワニの本〉 ベストセラーズ、1994年